# 广州城市职业学院

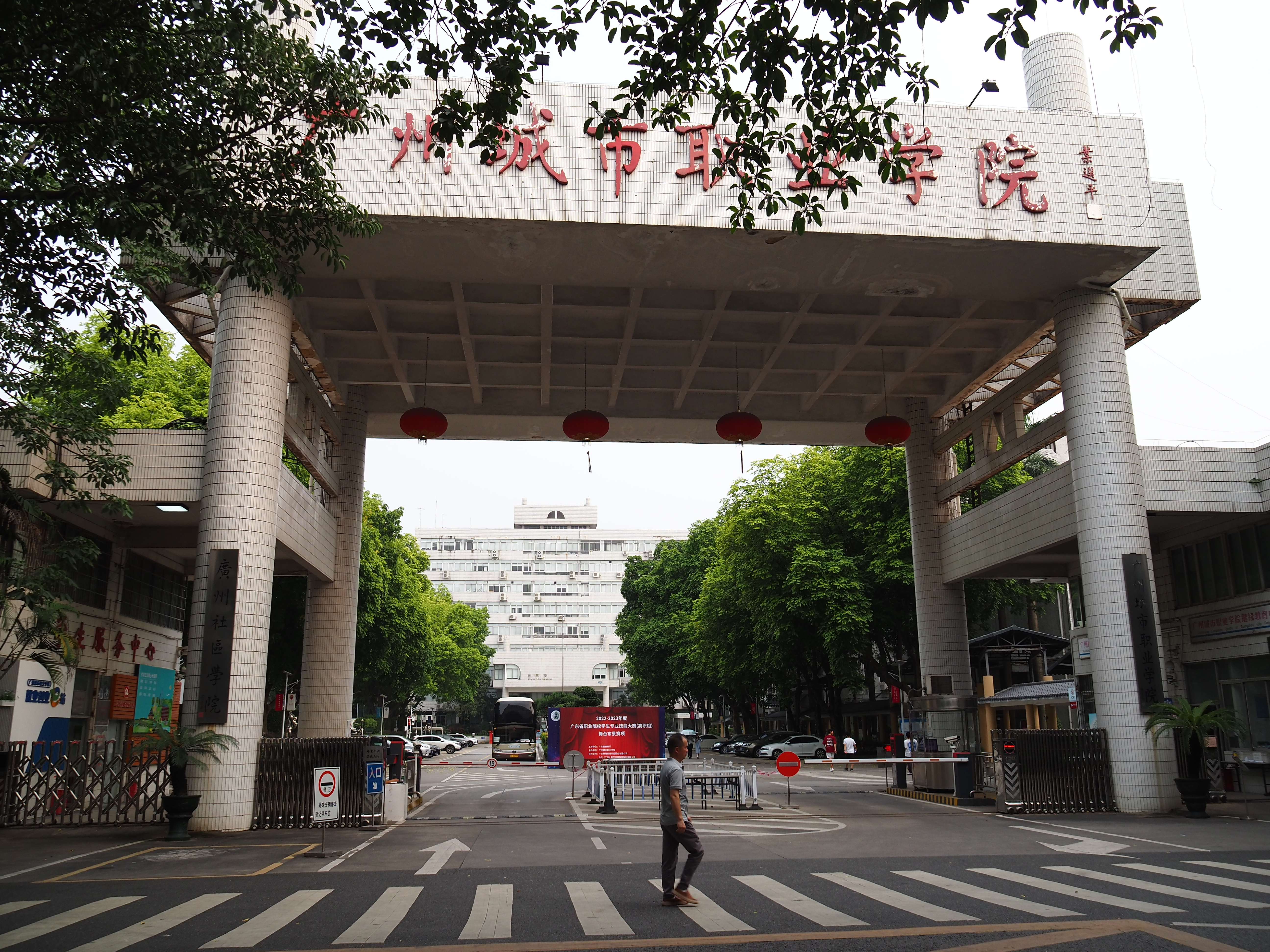
广园南校区

广州城市职业学院简称广城职，是广州市人民政府主办的公立普通高等职业学校，位于中国广东省广州市，当中主校区位于白云区广园中路248号。

## 历史
广州城市职业学院于2005年3月经广东省人民政府批准，由广州业余大学（滨江）、广州市经济管理干部学院（海珠）、广州市财贸管理干部学院（越秀）、广州市乡镇企业管理干部学院（广园北）并组建而成。2020年，广州大学市政技术学院更名为“广州城市职业学院花都校区”，并于2024年3月2日起停止对外运营服务。

## 校训
立人、立业

## 校区
学校现有科教城校区、广园南校区、广园北校区、海珠校区、滨江校区和越秀校区共7个校区。